# Шустиков, Сократ Андреевич
Сократ Андреевич Шустиков (1890, Вологда, Вологодская губерния — 1960, Ленинград) — механик, математик, инженер-полковник, профессор. Вся его жизнь была непрерывно связана с научной и преподавательской деятельностью в Ленинградском гидротехническом институте, в Высшем военно-морском инженерно-строительном училище РК ВМФ СССР (ГОУ ВИТУ, быв. Николаевская военно-техническая академия) и в Институте инженеров промышленного строительства, где он работал с 1930 года сначала в составе кафедры строительной механики, а с 1933 года в качестве заведующего кафедрой металлических и деревянных конструкций. Ученик академика Галёркина Бориса Григорьевича. Педагогическую деятельность он непрерывно совмещал с проектированием и руководством строительства железнодорожных мостов.
Профессор С. А. Шустиков — обладатель ряда патентов в области мостостроения, автор статьей и учебников, включая ставший «классическим» учебник 1933 года «Деревянные конструкции. Практический курс для гидротехнических втузов».

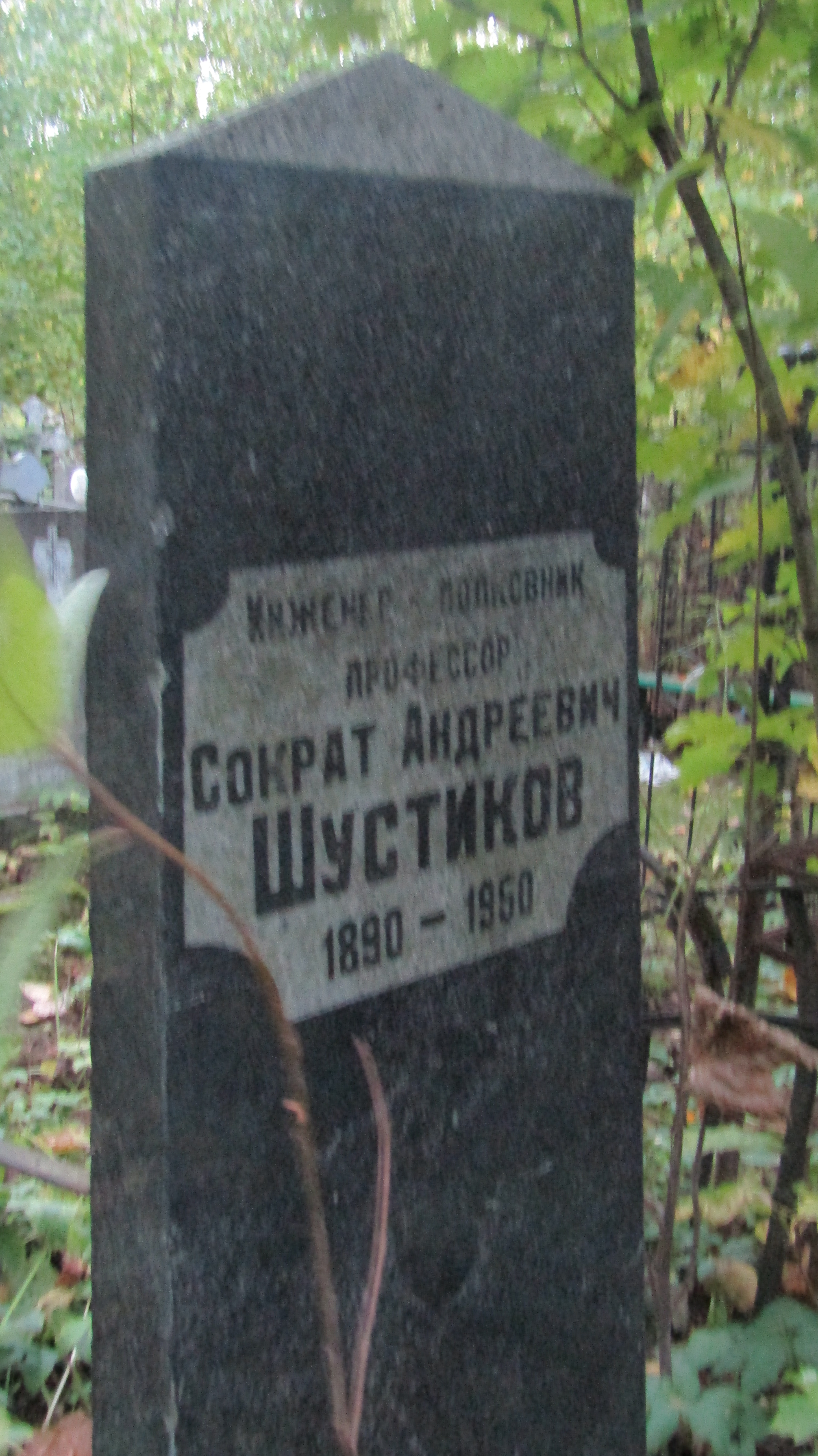
Могила Шустикова С. А. Богословское кладбище, Санкт-Петербург.

## Биография

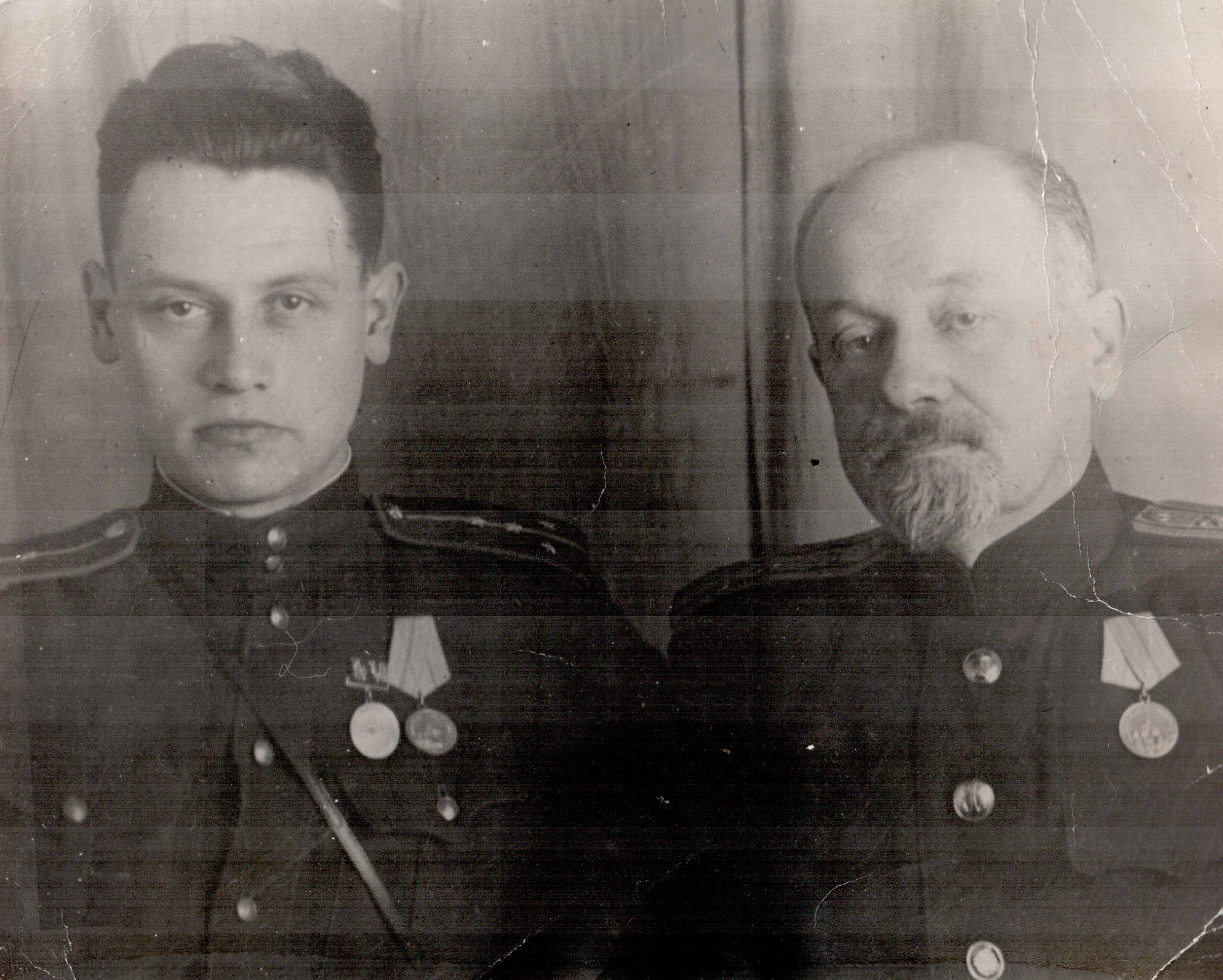
Профессор Сократ Шустиков со своим сыном Сергеем, 1942 год

Родился в 1890 году в городе Вологда в семье известного этнографа Шустикова Андрея Алексеевича и Марии Яковлевне Юшиной — дочери Вологодского купца Я. Я. Юшина. Окончил инженерно-строительный факультет Петербургского политехнического института в 1921 году. В 1934 году после окончания аспирантуры был принят академиком Б. Г. Галеркиным на кафедру «Строительная механика и теория упругости» политехнического института (сейчас — СПбГПУ). В 1939 году Шустикову С. А. была присвоена степень кандидата наук.
В 1939 году возглавил кафедру «Строительных конструкций и механики твердого тела» в Высшем военно-морском инженерно-строительном училище РК ВМФ СССР, созданного на базе Ленинградского института инженеров промышленного строительства. Кафедры железобетонных конструкций, металлических и деревянных конструкций, сопротивления материалов и строительной механики были одними из передовых в СССР и играли важнейшую роль в формировании современного военного инженера-строителя.
Во время Великой Отечественной войны инженер-полковник C.А.Шустиков принимал непосредственное участие в обороне Ленинграда при проектировании и создании знаменитой Лужской оборонительной полосы (более 300 км длиной, от Финского залива до озера Ильмень). В годы войны вместе с профессором Леонидом Канторовичем, академиком Борисом Галеркиным и другими преподавателями ВИТУ ВМФ Шустиков проводил большую экспертную и проектную работу для нужд фронта и обороны Ленинграда. Вместе с профессорами Б. Д. Васильевым, Н. А. Кандыбой, Н. И. Унгерманом входил в группу экспертов инженерной обороны Ленинграда, которую возглавлял академик Б. Г. Галеркин.

### Личная жизнь
- Супруга — Шустикова София Михайловна.
- Сын — Шустиков Сергей Сократович (1914—2000) — участник обороны Ленинграда, второй секретарь посольства СССР в Финляндии (1947—1950), полковник (1954), заместитель начальника Управления милиции УМГБ по Иркутской области;
- Сын — Шустиков Георгий Сократович (1919—2010) — участник обороны Ленинграда, архитектор.
- Внук — Шустиков Андрей Георгиевич (1945—2021) — к.ф.-м.н., научный сотрудник Акустического института имени Н. Н. Андреева РАН, доцент кафедры физики МИСиС.
- Правнук — Сидоров Денис Николаевич (род. 1974) — д.ф-м.н., главный научный сотрудник Института систем энергетики им. Л. А. Мелентьева СО РАН, Профессор РАН .

## Основные труды
- Деревянные конструкции: Практич. курс для студентов гидротехников : Ком-том по высш. техн. образ. при ЦИК СССР допущено к изд. в 1933 г. в качестве учебника для гидротехн. втузов / С. А. Шустиков. — Ленинград ; Москва : Госстройиздат, 1933 (Л. : тип. им. Евг. Соколовой). — Переплет, 366 с.
- Выбор очертания оси упругих арок. Сб. кружка строителей при Ленингр. политехн. институте, 1930.
- Пути развития деревянных конструкций. Сб. трудов 1-й обл. Ленинградской конференции по деревянным конструкциям, Под ред. проф. С. А. Шустикова; ВНИТО строителей. Ленингр. науч. инж.-техн. о-во строителей — Ленинград ; Москва : ОНТИ. Глав. ред. строит. лит-ры, 1937 (Ленинград : тип. им. Евг. Соколовой). — Переплет, 176 с.
- Ребристые сводчатые перекрытия. Бюллетени института сооружений, Ленинград, 1932.
- Отчет о деятельности Научно-Технического Комитета при Совнархозе. В сб. «Материалы по изучению и использованию производительных сил Севера», Вологда, 1920.
- Новые типы понтонов. Труды ВИТУ ВМФ, вып. 4, 1943.
- Пролетное строение простенного типа. Журнал «Техническая информация Глававиастроя», 1944, N1
- Новые системы несущих конструкций. Бюлл. ВИТУ ВМФ, вып. 6, год не указан
- Деревянный решетчатый свод. Труды ВИТУ ВМФ вып.6
- Авторские свидетельства, патенты
- Решетчатый деревянный свод. Номер патента: 66334. 01.01.1946 Архивная копия от 21 июля 2017 на Wayback Machine
- МВС номер 66334 от 25.05.1946
- МВС номер 70153 29.07.1947
- ГК СМ номер 66334/33032 от 28.08.1948
- ГК СМ номер 70153/346612 от 31.03.1959